# Norbergs flygfält
Norbergs flygfält också kallat Bålsjöfältet är en enskild flygplats nordost om Kärrgruvan vid Bålsjön i Norbergs kommun. 
Norbergs FK äger och driver flygplatsen.

## Källhänvisningar
1. 1 2 3 4  ”FLYGPLATS NORBERG, BÅLSJÖFLYGFÄLTET”. Flygfält i Stockholm-Mälardalsregionen. Regeringen SOU 2003:33. Arkiverad från originalet den 11 februari 2005. https://web.archive.org/web/20050211063804/http://www.regeringen.se/content/1/c4/19/55/e37b641d.pdf. Läst 29 mars 2013.